# Canama hinnulea
Canama hinnulea är en spindelart som först beskrevs av Tord Tamerlan Teodor Thorell 1881.  Canama hinnulea ingår i släktet Canama och familjen hoppspindlar. Inga underarter finns listade.